# فم الصفدع الفلبيني
فم الصفدع الفلبيني (الاسم العلمي: Philippine frogmouth)، هو نوع من الطيور يتبع  فصيلة فم الضفدع ضمن رتبة السبديات. يستوطن الفلبين. ويتغذى على الصراصير والجراد والخنافس.